# Голландське Адміралтейство
Голландське Адміралтейство — загальна назва адміралтейств, що побутували в історії Нідерландів, у різних форматах, з 14-го сторіччя до 1795 року.

## Епоха Республіки Об'єднаних провінцій

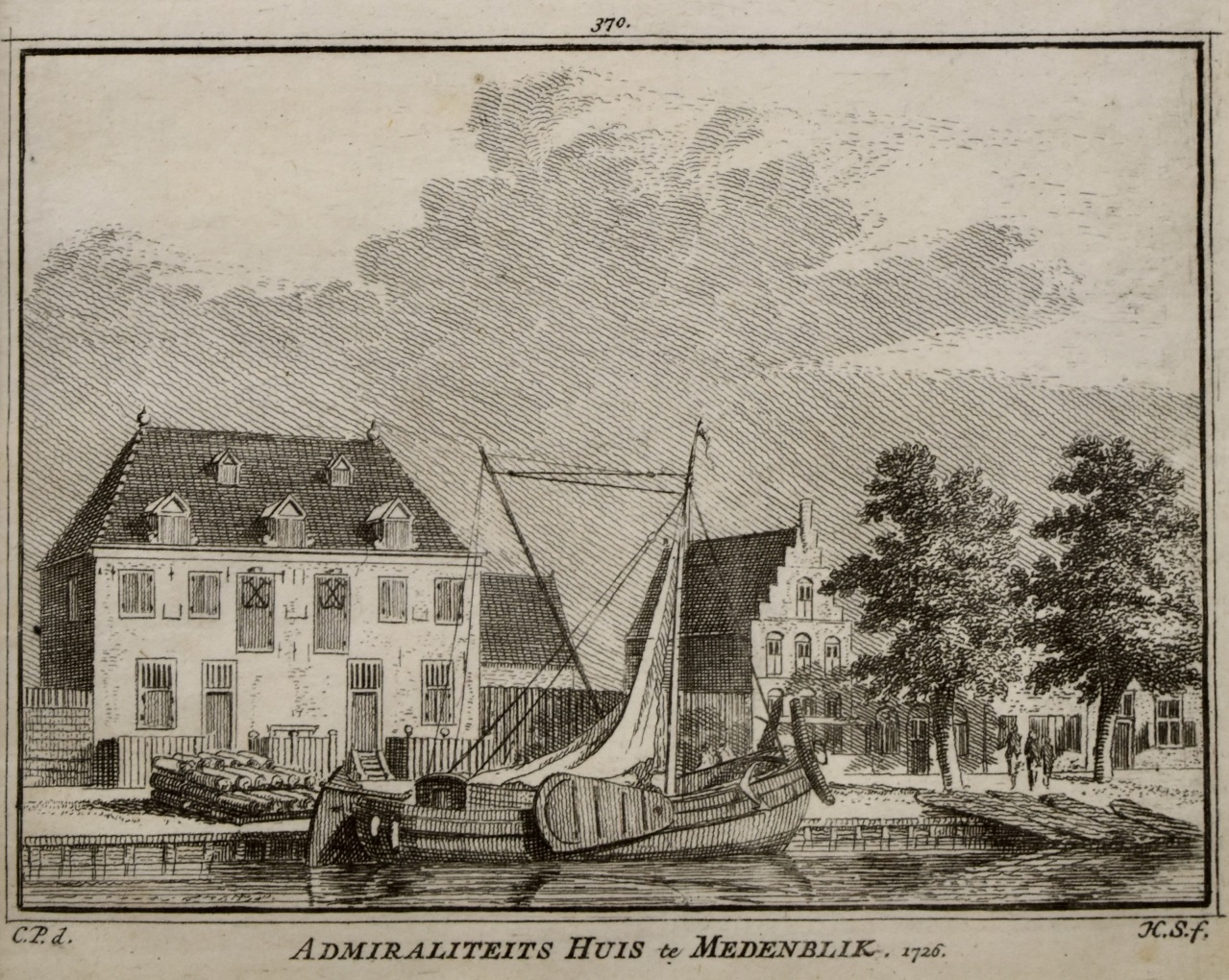
Будівля Північноголландського адміралтейства в Медембліку з яхтою адмірала спереду.

На відміну від інших держав Європи раннього Нового часу, в Республіці Об'єднаних провінцій утворились п'ять вільних адміралтейств:
- Амстердамське адміралтейство
- Роттердамське адміралтейство
- Фрісландське адміралтейство
- Зеландське адміралтейство
- Північноголландське адміралтейство

Початково вони передбачалися як структури на час, та пропобутували аж до 1795 року, коли французи перетворили завойовану Республіку Об'єднаних провінцій на Батавську республіку й утворили в ній Морське міністерство.
Хоч адміралтейства були підпорядковані безпосередньо Генеральним штатам, вони мали сильні зв'язки із своїми провінціями. Ці п'ять адміралтейств мали так званий флот провінції, різного значення як до інтересів провінції та її фінансових можливостей. На додаток до будівництва та обслуговування суден, вони несли відповідальність за держиво екіпажів та офіцерського корпусу. Адмірали були прив'язані до окремих адміралтейств. Фінансові потреби адміралтейств звичайно покривались коштом регулярних доходів від податків і зборів, а в разі додаткової потреби в грошах — коштом спеціальних позик Генеральних штатів.